# ميخائيل ييتس
ميخائيل ييتس (بالإنجليزية: Michael Yates)‏ هو اقتصادي وصحفي أمريكي، ولد في 1946.